# 374

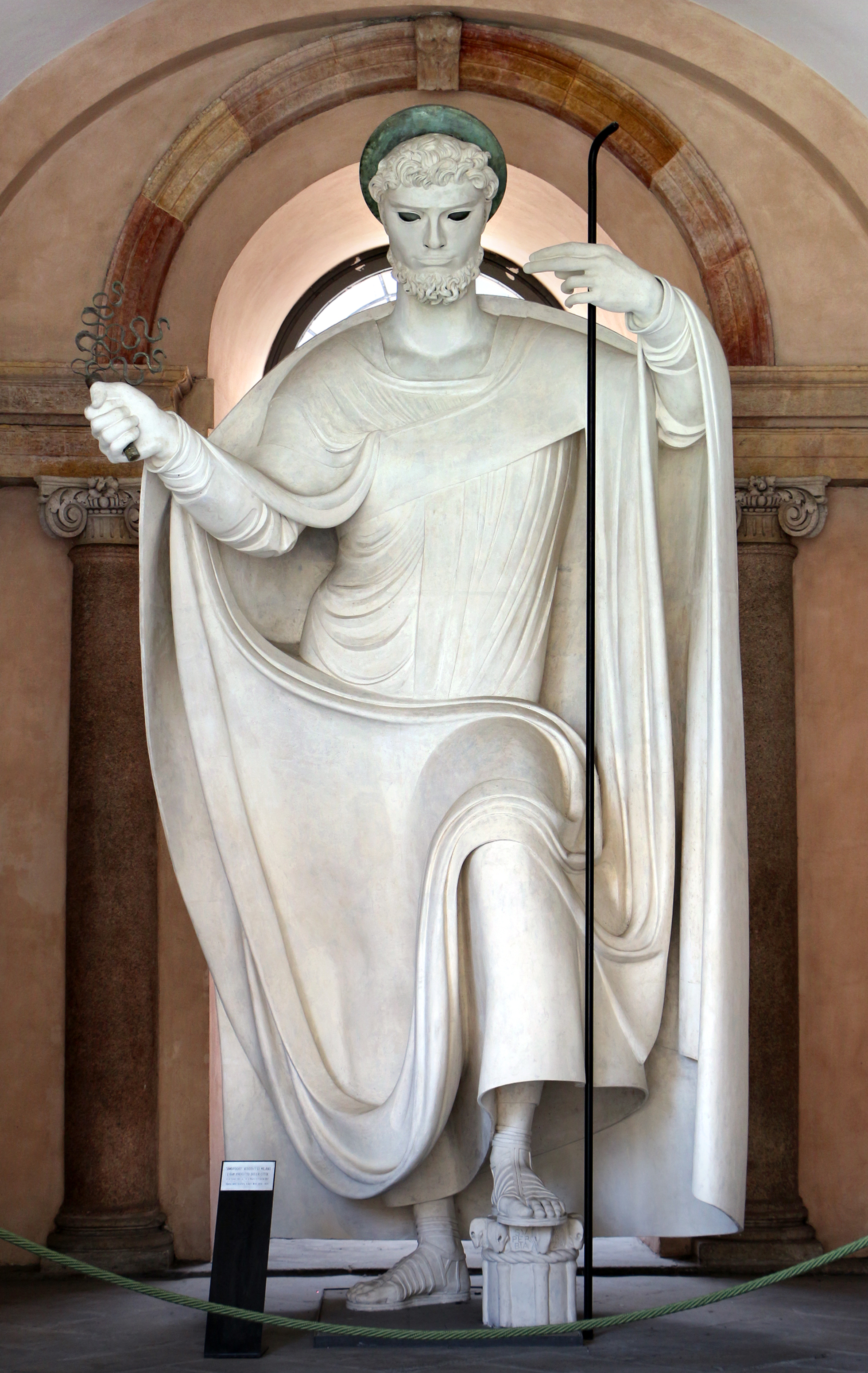
Ambrosius van Milaan

Het jaar 374 is het 74e jaar in de 4e eeuw volgens de christelijke jaartelling.

## Gebeurtenissen

### Italië
- De 35-jarige Aurelius Ambrosius, gouverneur van Emilia-Ligurië (Noord-Italië), wordt onverwachts door de bevolking van Milaan tot bisschop verkozen. Hij moet de orde herstellen in het conflict dat ontstaan is tussen de orthodoxen en de arianen.

### Europa
- De Hunnen verslaan de Alanen in Oost-Europa. Zij vallen uiteen in verschillende groepen en sommige vluchten naar het Westen (waarschijnlijke datum).
- De Quaden steken de Donau over en voeren een plunderveldtocht in Pannonië.
- Oudst bekende vermelding van de latere stad Bazel (Zwitserland).

### Midden-Amerika
- 4 mei - Atlatl Cauac of Speerwerper Uil, wordt leider van Teotihuacán (Mexico).

## Geboren
- Gwanggaeto de Grote, koning van Koguryo (overleden 413)
- Totori Nyantsen, koning van Tibet

## Overleden
- Gregorius van Nazianzos de Oude (98), bisschop
- Marcellus van Ancyra, bisschop van Ancyra